# Air New Orleans
Air New Orleans — колишня авіакомпанія США, створювалася як регіональний авіаперевізник для комерційних перевезень в штатах південно-східній частині країни. Авіакомпанія працювала як незалежний перевізник у період з 1981 по 1988 роки.

## Історія
Штаб-квартира авіакомпанії, спочатку і незважаючи на свою назву, головний офіс перебував у місті Панама-Сіті (Флорида), а деякі сервісні підрозділи розташовувалися у Новому Орлеані. У 1986 році Air New Orleans перенесла штаб-квартиру в Бірмінгем (Алабама), де вона перебувала аж до закриття авіакомпанії.
У червні 1986 року Air New Orleans уклала партнерську угоду з магістральною авіакомпанією Continental Airlines, по якому почала виконувати регулярні рейси під торговою маркою (брендом) Continental Express з Міжнародного аеропорту імені Луї Армстронга в Новому Орлеані. У січні 1988 року Air New Orleans оголосила себе банкрутом, скориставшись положеннями Глави 11 Кодексу США про банкрутство і 17 червня 1988 року повністю припинила операційну діяльність.

## Флот
- Beechcraft C-99 — 8 одиниць,
- Piper commuter aircraft — 5 одиниць,
- Short 360 — 4 одиниці.

## Авіаційні події та нещасні випадки
- 26 травня 1987 року, рейс 2962 авіакомпанії Air New Orleans під брендом Continental Express, літак British Aerospace Jetstream 31, реєстраційний номер N331CY. Відразу після зльоту з Міжнародного аеропорту імені Льюїса Армстронга здійснив аварійну посадку на восьмисмугову автомагістраль. Двоє людей на землі було поранено, з 11 пасажирів на борту ніхто серйозно не постраждав[4]. Причиною інциденту стала помилка пілота літака[5].

## Напрямки польотів
- Луїзіана
  - Новий Орлеан — Міжнародний аеропорт імені Луї Армстронга — хаб[6]
  - Лафайєтт — Регіональний аеропорт Лафайєтт
  - Лейк-Чарльз — Регіональний аеропорт Лейк-Чарльз

- Міссісіпі
  - Білоксі/Галфпорт — Міжнародний аеропорт Білоксі-Галфпорт
  - Гатісбург/Лорел — Регіональний аеропорт Гатісбург-Лоурел

- Алабама
  - Бірмінгем — Міжнародний аеропорт Бірмінгем-Шаттлсворт
  - Масл-Шолс — Регіональний аеропорт Північно-західної Алабами
  - Хантсвілл/Декейтер — Міжнародний аеропорт Хантсвілл
  - Мобіл/Паскагула — Регіональний аеропорт Мобіл
  - Монгомері — Регіональний аеропорт Монтгомері

- Флорида

- - Форт-Лодердейл/Голлівуд — Міжнародний аеропорт Форт-Лодердейл/Голлівуд
  - Форт-Маєрс — Міжнародний аеропорт Південно-Західна Флорида
  - Джексонвіль — Міжнародний аеропорт Джексонвіль
  - Маямі — Міжнародний аеропорт Маямі
  - Орландо — Міжнародний аеропорт Орландо
  - Панама-Сіті — Міжнародний аеропорт Панама-Сіті та округу Бей
  - Пенсакола — Регіональний аеропорт Пенсаколи
  - Sarasota/Брейдентон — Міжнародний аеропорт Сарасота-Брейдентон
  - Таллахассі — Регіональний аеропорт Таллахассі
  - Тампа/Сент-Питерсберг/Клірвотер — Міжнародний аеропорт Тампа
  - Вест-Палм-Біч — Міжнародний аеропорт Вест-Палм-Біч

- Техас
  - Даллас/Форт-Верт — Міжнародний аеропорт Даллас/Форт-Уерт
  - Х'юстон — Міжнародний аеропорт Х'юстон Інтерконтинентал